# Милош Бикович
Милош Бикович (на сръбски: Милош Бикович) е сръбски и руски  театрален и киноактьор.

## Биография
Роден е в Белград на 13 януари 1988 г. На 13 години получава първата си работа – става водещ в детска телевизия. Завършва Факултета по драматично изкуство в Белградския университет по изкуство.
Актьор е в Белградския драматичен театър .
Играе и в Белградския народен театър. Печели известност в Сърбия с участието си в историческия филм "Монтевидео: Божествено видение". Има сръбски филмови награди.
Запознава се с Никита Михалков на Московския филмов фестивал, където представя сръбски филм. Михалков го кани във филма си "Слънчев удар", от който филм започва неговата руска филмова кариера. Става известен в Русия благодарение на участието си в сериалите „Хотел Елеон“, „Гранд“ и „Крилете на империята“, както и във филмите „Духлес 2“, „Лед“, „Балканска граница“, „Холоп“ и „Хотел Белград“.
През 2014 г. режисира и монтира видеоклип за сръбска певица, като самият то участва в това видео. През 2020 г. изиграва главната роля в телевизионния сериал Магомаев.

## Личен живот
През 2016 г. излиза с руския модел Саша Лус, след това от 2016 до 2018 г. с актрисата Аглая Тарасова, с която участва във филма "Лед" и се разделят в началото на 2018 г. От края на 2018 г. се срещна със сръбския модел Барбара Таталович, която връзка продължава година и половина – до края на 2019 г.. Около година се среща с танцьорката Арина Волошина, разделят се през 2021 г.

## Филмография
- 2004 – 2005 г.: Доларите идват (Стижу долари)
- 2010 г.: Монтевидео: Бог те видя (Монтевидео, Бог те видео!)
- 2018 г.: Южен вятър (Јужни ветар)

В реклами
- През 2016 г. е лице на сръбската линия дрехи Cadet от Cadet Brand. Дрехите имат препратка към естетиката от времето на Имперска Русия и насърчават ценностите на руската култура[12]
- През 2017 г. участва в рекламна кампания за часовници Omega[13] [14]

## Награди и титли
- 2018 г. – медал „Пушкин“ ( Русия, 24 октомври 2018 г.) – за заслуги в укрепването на дружбата и сътрудничеството между народите, ползотворна дейност за сближаване и взаимно обогатяване на културите на нациите и народностите [15] .
- 2014 г. – награда „Златна значка на Сърбия за принос в културата“ от Културно-просветния съюз на Сърбия
- 2014 г. – награда за „Културна реализация в спектаклите на Белградския драматичен театър през 2014 г.“ от Културно-просветния съюз на Сърбия
- 2012 г. – „Човек на годината“ според сръбското списание Hello
- 2011 г. – „Човек на годината“ според сръбското списание Hello
- 2011 г. – Награда за сръбско кино за най-добра главна роля във филма „Монтевидео“ на филмовия фестивал в град Ниш [6]